# فرودگاه شهری هانتسویل (آرکانزاس)

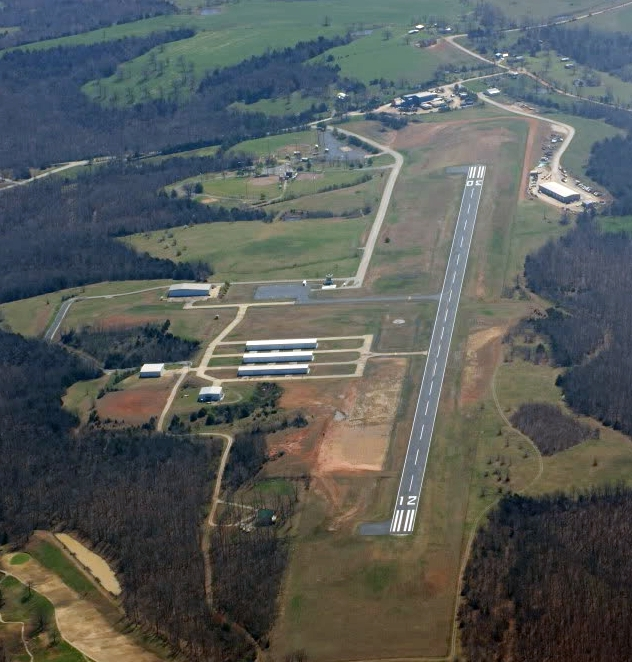
فرودگاهی در آمریکا

فرودگاه شهری هانتسویل (آرکانزاس) (به انگلیسی: Huntsville Municipal Airport (Arkansas)) یک فرودگاه همگانی بهره‌برداری هوایی است که یک باند فرود آسفالت دارد. این فرودگاه در کشور ایالات متحده آمریکا قرار دارد .